# Заале
Заале, Зале, Солява, Сала (в.-луж. Solawa, н.-луж. Solawa, (Солява); чеськ. Sála (Сала); нім. Saale, Sächsische Saale) — річка в Баварії, Тюрингії і Саксонії-Ангальт, ліва притока Ельби. Довжина річки через різноманітні будівництва скоротилась (з 1933 по 1942 р.) від 427 км до 413 км. Площа басейну — 24 тис. км². Середні витрати води 100 м³/с.
Річка бере початок в горах Фіхтель на висоті 728 м. Впадає в Ельбу поблизу Барбі.
На Заале розташовані міста Гоф, Єна, Галле.

## Витоки
Заале бере свій початок в горах Фіхтель в Верхній Франконії між Целль-ім-Фіхтельгебірге та Вайссенштадт в одній старій гірській штольні на північно-західних схилах Ґроссер Вальдштайну на висоті 728 м. На мурі із гранітних блоків є сієнітова пластина, на ній написано:
Quelle der Saale, gefaßt von den Städten Münchberg, Schwarzenbach, Hof, Weißenfels, Halle 1869. — (Витоки Заале, встановлено містами Мюнхберг, Шварценбах, Гоф, Вейссенфельс, Галле 1869 р.)
Територія є природним заповідником.

## Назва
Назва франкського походження. Щоб відрізняти її від меншої Френкіше Заале, баварську частину офіційно називають Зексіше Заале. Назви Фогтлендіше Заале чи Тюрінгіше Заале менш розповсюджені.
Її слов'янська назва Солява, яка сьогодні ще вживається в сорбській літературі. Назву також пов'язують із соляними джерелами в околицях Галле (зальц-Заале).

## Гідрологія
Загальна площа водозбору від витоків до гирла становить понад 24 000 кв.км.

## Водосховища
В верхній течії Заале існуює кілька водосховищ, вони розташовані одне за одним і утворюють каскад (Заалекаскаде). Він є другим за розмірами в Німеччині. Водосховища називаються:
- Блайлохтальшперре (Bleilochtalsperre)
- Тальшперре Бурґгаммер (Talsperre Burgkhammer)
- Тальшперре Вальзбург (Talsperre Walsburg)
- Гоенвартетальшперре (Hohenwartetalsperre)
- Тальшперре Айхіхт (Talsperre Eichicht)

## Притоки
| Притока        | Довжина (км) | Площа водозбору (km²) | Стік (m³/s) | Злиття                          | Сторона |
| -------------- | ------------ | --------------------- | ----------- | ------------------------------- | ------- |
| Верхній Регніц | 30           |                       |             | Гоф                             | права   |
| Таннбах        | 8            |                       |             | Хіршберг                        | права   |
| Зельбіц        | 37           |                       |             | Бланкенштайн при Бад Лобенштайн | ліва    |
| Візента        | 55           | 180                   | 1,2         | Вальзбург при Шляйці            | права   |
| Локвіц         | 33           | 362                   | 3,9         | Каульсдорф                      | ліва    |
| Шварца         | 53           | 500                   | 5,5         | Рудольштадт-Шварца              | ліва    |
| Орла           | 35           | 260                   | 1,4         | Орламюнде при Калі              | права   |
| Рода           | 34           |                       |             | Єна-Лобела                      | права   |
| Ґляйсе         | 19           | 67                    |             | Ґольмсдорф при Єні              | права   |
| Ґьоннербах     | 10           | 20                    |             | Нойєґьонна при Єні              | ліва    |
| Ільм           | 129          | 1050                  | 6,0         | Ґросхерінген при Наумбурзі      | ліва    |
| Унструт        | 192          | 6300                  | 31,0        | Наумбург                        | ліва    |
| Ветау          | 30           |                       |             | Наумбург                        | права   |
| Ріппах         | 20           |                       |             | Вайссенфельс                    | права   |
| Ґайзель        | 17           |                       |             | Мерзебург                       | ліва    |
| Вайссе Ельстер | 257          | 5000                  | 25,1        | Галле                           | права   |
| Зальца         | 13           |                       |             | Зальцмюнде при Галле            | ліва    |
| Шленце         | 15           |                       |             | Фрідебург                       | ліва    |
| Віппер         | 85           | 650                   | 2,5         | Бернбург                        | ліва    |
| Фуне           | 59           |                       |             | Бернбург                        | права   |
| Боде           | 169          | 3300                  | 13,0        | Нінбург                         | ліва    |
| Таубе          | 35           |                       |             | Барбі                           | права   |

## Визначні місця
Заале із притоками протікає через регіон, що відомий своїм виноробством Заале-Унструт.
Вздовж річки пролягає туристичне велошосе — Заале. Найулюбленішими для туристів є верхня і середня течія річки. Королівська дорога Via Regia, прорубана в скелях, слідує за течією Заале.
Сплавляючись річкою можна побачити Замок Бурґ (Schloss Burgk), укріплення Гайдексбург (Heidecksburg), Льойхтенбург (Leuchtenburg (Kahla)), замки Дорнбургер (Dornburger), Заальек (Saaleck) і Рудельсбург (Rudelsburg) поблизу Бад Кьозена (Bad Kösen) і його історичний міст Заалебрюке Бад Кьозен (Saalebrücke Bad Kösen), фортецю Шьонбург (Schönburg), замок Ґосек (Goseck), замок Ной-Аугустусбург (Neu-Augustusburg) в Вайссенфельсі (Weißenfels), фортеця Ґібіхенштайн (Giebichenstein) в Зааледюрхбрух (Saaledurchbruch) в Галле та замок Бернбург (Bernburg). В Моріцбурзі (Moritzburg (Halle)) розміщується музей мистецтва.

## Мости
На судноплавному відрізку Заале до Галле знаходяться такі мости та переправи:
- Пьопцігер Брюке (Röpziger Brücke) між Галле (Заале) та Шкопау (Schkopau), районом Гоенвайдена
- Ґібіхенштайнбрюке (Giebichensteinbrücke), Шіфбрюке (Schieferbrücke), Елізабетбрюке (Elisabethbrücke), Магістрале (Magistrale) (як частина республіканської траси B 80) та Форствердербрюке в Галле(Forstwerderbrücke)(піхохідний)
- Автопереправа між Брахвіц (Brachwitz) та Бад Ной Раґочі (Bad Neu Ragoczy).
- Міст республіканського шосе № 143 біля Зальцмюнде (Salzmünde) (запланований/будується)
- Пішохідно-велосипедний міст північніше Зальцмюнде (більше не використовується!)
- Автопереправа L 156 в Веттіні (Wettin)
- Автопереправа L 155/157 в Ротенбурзі (Rothenburg (Saale)
- Міст L 154 між Нельбеном (Nelben) та Кьоннерном (Кönnern)
- Міст на відрізку дороги Галле-Зандерслебен (Sandersleben) при Кьоннерні
- Міст на республіканській дорозі № 6 в Альслебені (Alsleben(Saale))
- Залізничний міст в Альслебені (не використовується)
- Заалебрюке Беезедау (Saalebrücke Beesedau) на автобані № 14 біля Поплітца (Poplitz)
- Пішохідно-велосипедний міст в Ґрьоні (Gröna)
- Пасажирська переправа в Бернбурзі (Bernburg (Saale)) (між замком Бернбург і Звіринцем (Tierpark), неподалік від Шлайзе (Schleuse)
- Альтштадтбрюке (Altstadtbrücke) в Бернбурзі (пішохідно-велосипедний)
- Міст на автомагістралях № 71 та № 185 в Бернбурзі
- Міст на відрізку Ґюстен-Кьотен (Güsten–Köthen) в Бернбурзі
- Залізничний міст в індустріальному районі Бернбурга
- Рорбрюке (Rohrbrücke) між Бернбургом та Латдорфом (Latdorf)
- Міст L 73 в Нінбурзі (Nienburg (Saale))
- Міст L 63 в Кальбе (Calbe)
- Міст на відрізку залізниці Магдебург-Лейпциг (Magdeburg-Leipzig) в Кальбе
- Переправа на шосе K 1243 в Ґросс Розенбурзі (Groß Rosenburg)

## Шлюзи
Для забезпечення судноплавства в нижній течії Заале споруджено велику кількість шлюзів (кілометраж може розпочинатись як від витоку так і від гирла і позначається як штромкілометр):
- Шлюз Кальбе (Schleuse Calbe), штромкілометр 19,5
- Бернбург (Bernburg), штромкілометр 36,1
- Альслебен (Alsleben (Saale)), штромкілометр 50,3
- Ротенбург (Rothenburg), штромкілометр 58,7
- Веттін (Wettin), штромкілометр 70,4
- Трота (Trotha (Halle)), штромкілометр 89,2
- Ґімріц (Gimritz (Halle)), штромкілометр 92,6
- Галле (Halle (Saale)), штромкілометр 93,7
- Бьолльберг (Böllberg (Halle)), штромкілометр 95,8
- Планена (Planena (Halle)), штромкілометр 104,4
- Мойшау (Meuschau), штромкілометр 113,5
- Рішмюле (Rischmühle), штромкілометр 115,2
- Бад Дюрренберг (Bad Dürrenberg), штромкілометр 126,2
- Херренмюле (Herrenmühle (Weißenfels)), штормкілометр 141,0
- Брюкенмюле (Brückenmühle (Weißenfels)), штромкілометр 142,5
- Бойдіц (Beuditz (Weißenfels), штромкілометр 143,2
- Обліц (Öblitz), штромкілометр 150,6

## Каскад ГЕС
На річці функціонують ГЕС-ГАЕС Хоенварте,‎ ГАЕС Хоенварте ІІ,‎ ГЕС-ГАЕС Блайлох. 

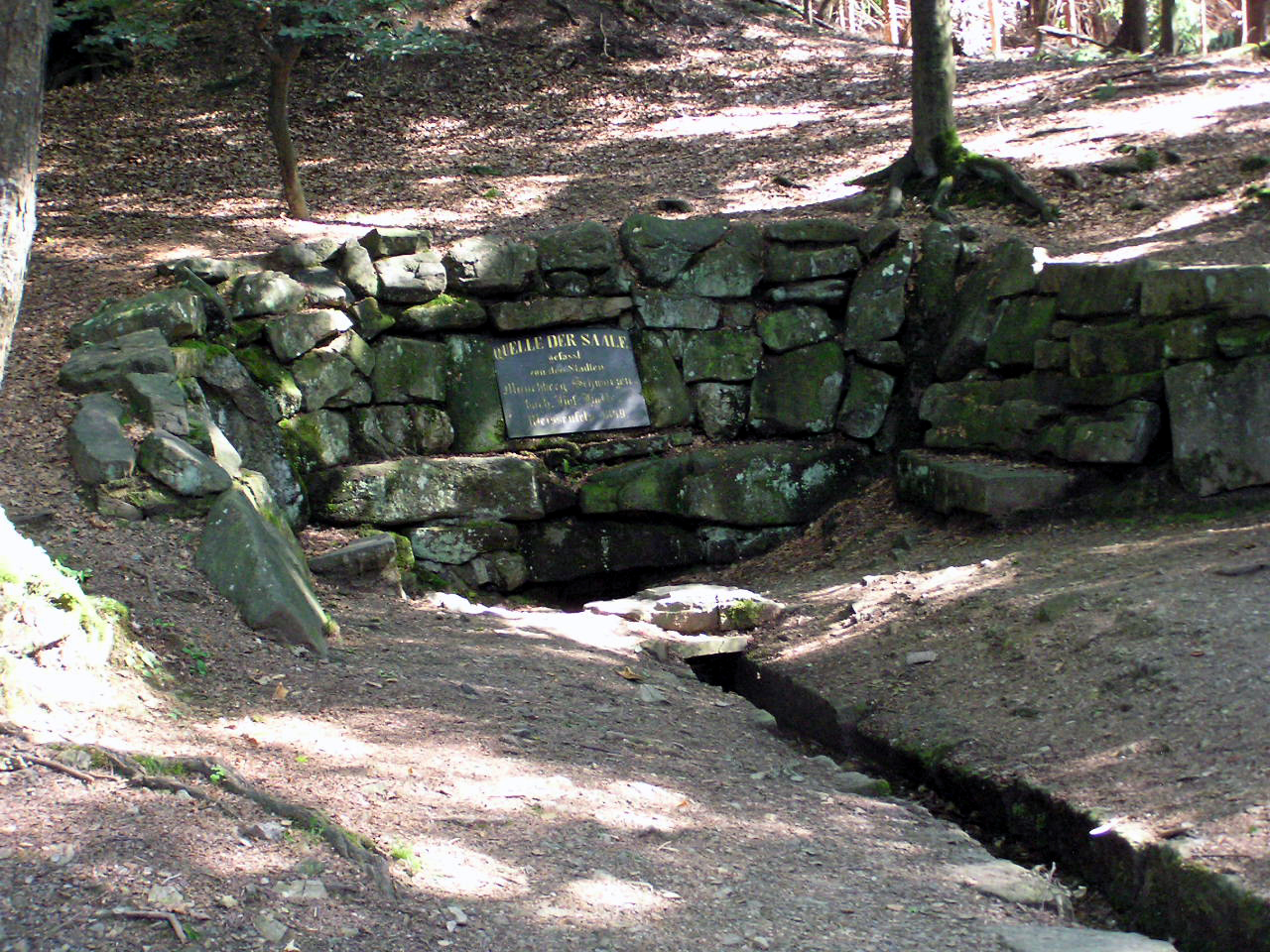
Витоки
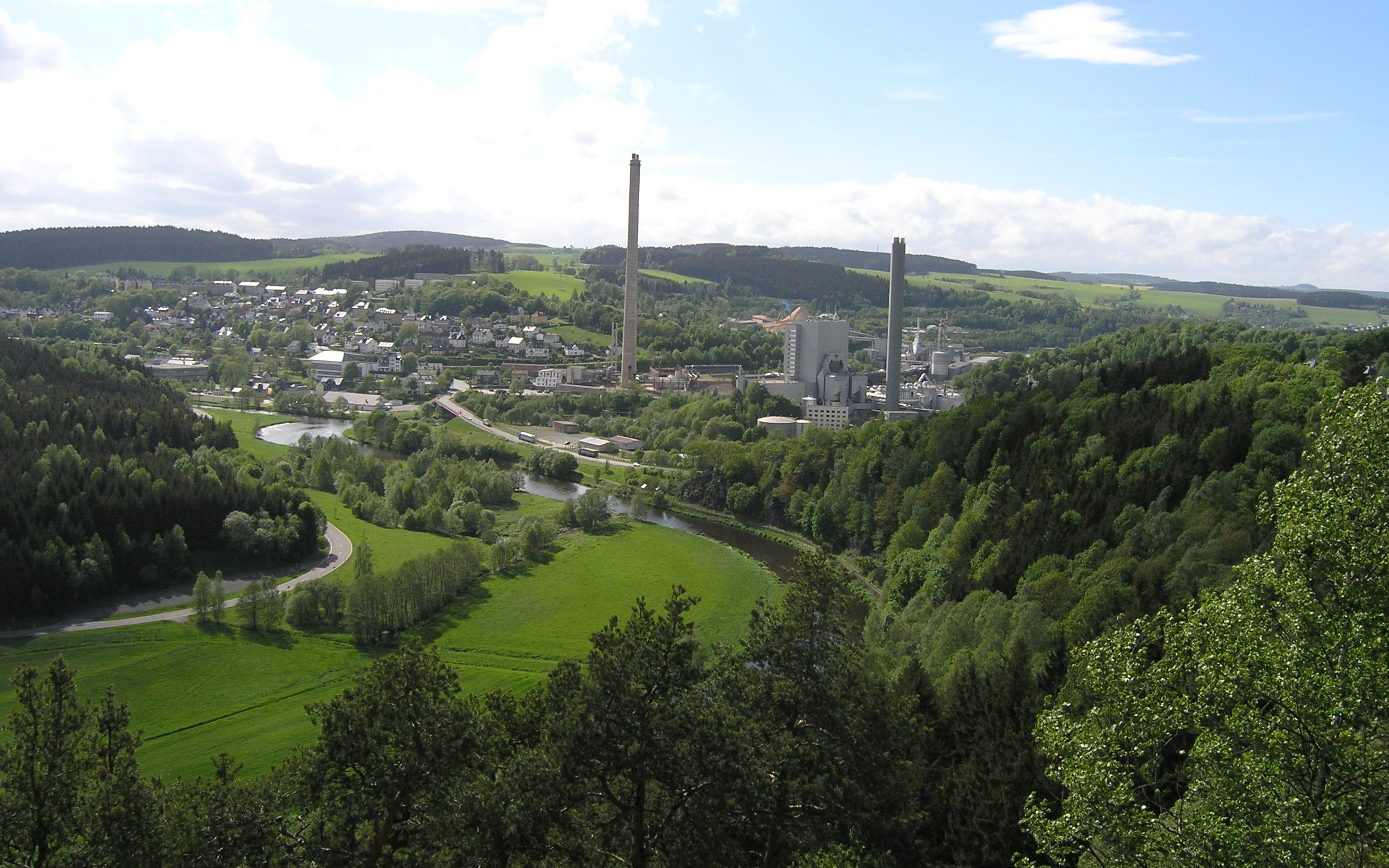
Заале при Бланкенштайні
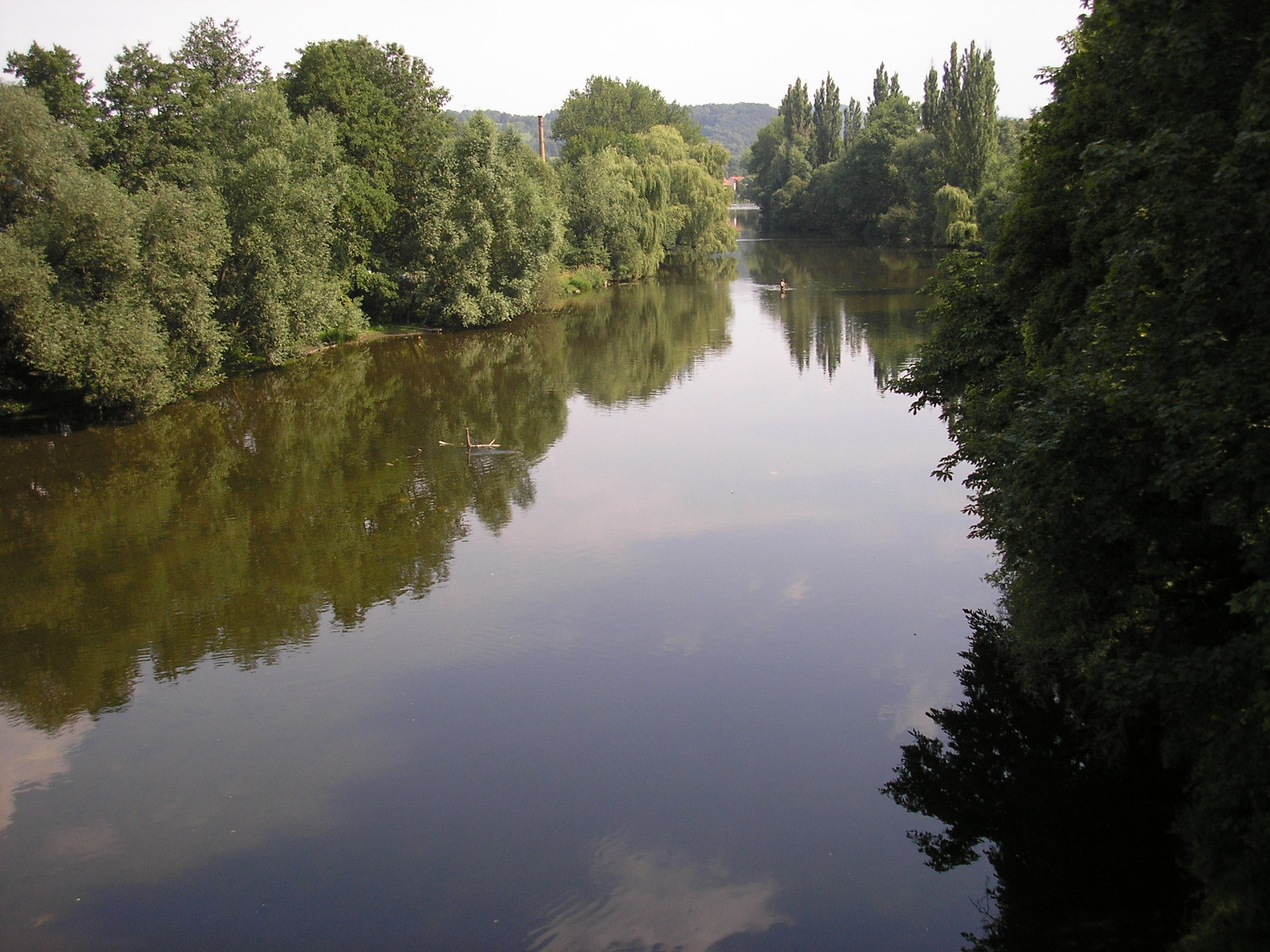
Заале в Заальфельді
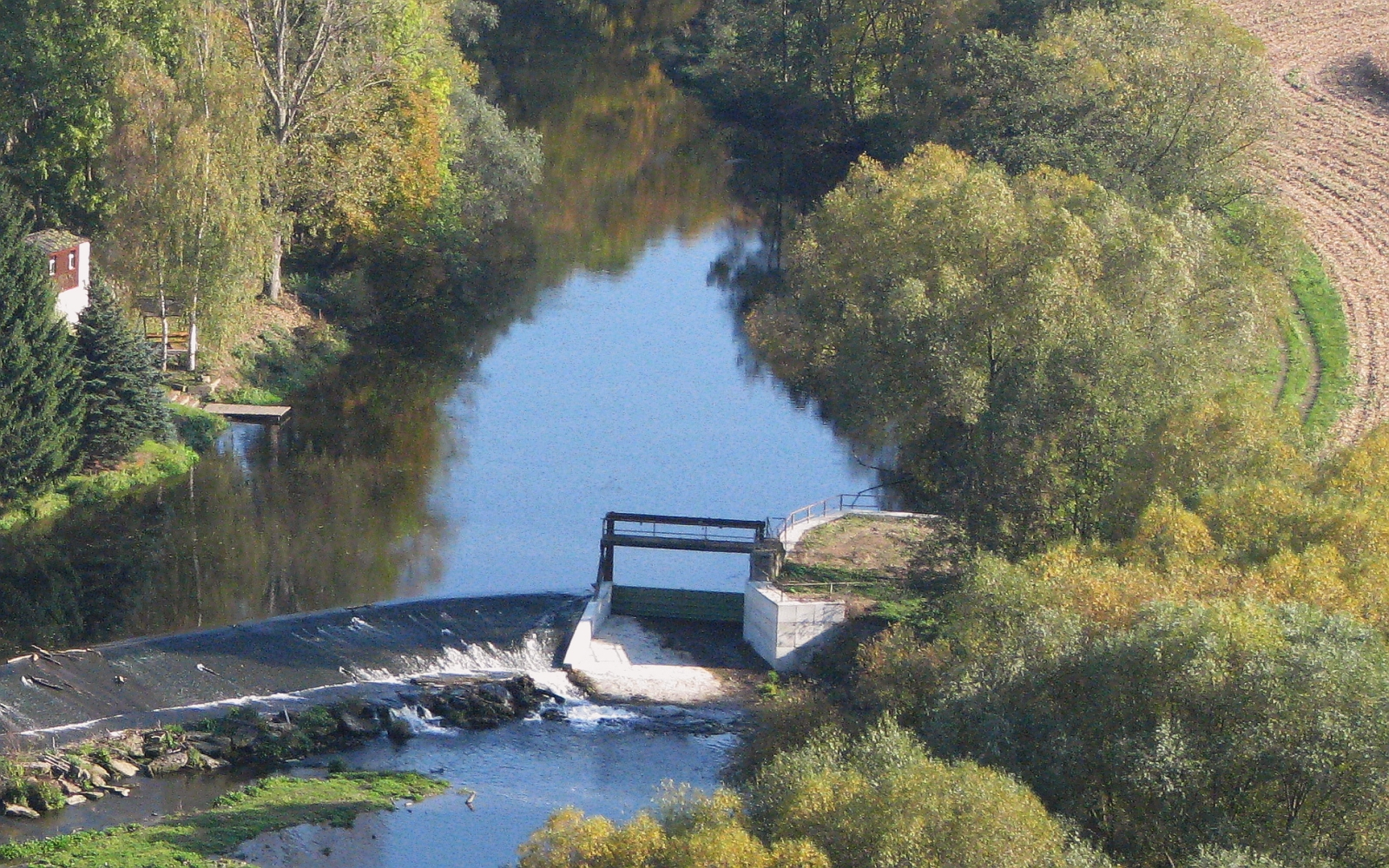
Перекати на Заале при Дорнбурзі

| Німеччина | Це незавершена стаття з географії Німеччини. Ви можете допомогти проєкту, виправивши або дописавши її. |